# Acide 5-hydroxyférulique
L'acide 5-hydroxyférulique est un acide organique. Il dérive de l'acide férulique, et est donc comme lui un dérivé de l'acide cinnamique, et par conséquent un phénylpropanoïde.

## Occurrence naturelle
Contrairement aux autres dérivés de l'acide cinnamique, l'acide 5-hydroxyférulique n'a pas réellement de rôle biologique (il ne forme par exemple pas d'ester avec le CoA), il est juste un intermédiaire réactionnel dans la formation de l'acide sinapique à partir de l'acide férulique, intermédiaire immédiatement consommé, et donc qui ne s'accumule pas.
Il est biosynthétisé par hydroxylation de l'acide férulique grâce à une enzyme spécifique, la férulate 5-hydroxylase (F5H), puis transformé en acide sinapique par méthylation de la fonction alcool en position 3 (transformation en fonction méthoxy) à l'aide d'une enzyme, l'O-méthyltransférase (OMT).